# IC 1187
IC 1187 је спирална галаксија у сазвјежђу Мали медвјед која се налази на листи објеката дубоког неба у Индекс каталогу.
Деклинација објекта је + 70° 33' 27" а ректасцензија 15h 59m 10,1s. Привидна величина (магнитуда) објекта IC 1187 износи 15,0 а фотографска магнитуда 15,8. IC 1187 је још познат и под ознакама MCG 12-15-40, CGCG 338-34, NPM1G +70.0156, PGC 56589.